# Баталов, Игорь Адольфович
И́горь Адо́льфович Бата́лов (2 июня 1967, Калинин, РСФСР, СССР — 9 декабря 2004, Москва, Россия) — российский офицер, подполковник. Герой Российской Федерации (1995). Участник Первой чеченской войны.

## Биография
Родился в семье военнослужащего. В 1976 году семья переехала в Вологду. В 1982 году окончил неполную среднюю школу № 25 города Вологды.
В 1984 году окончил Ленинградское суворовское военное училище. В 1988 году — разведывательный факультет Киевского высшего общевойскового командного училища.
С 1988 по 1992 проходил службу в Северной группе войск в Польше. Далее была служба в должностях командира взвода, разведывательной роты 166-й гвардейской отдельной Витебско-Новгородской дважды Краснознамённой мотострелковой бригады в городе Твери.
Участвовал в Первой чеченской войне. Далее до 1998 года продолжил службу в 166-й Отдельной гвардейской мотострелковой бригаде на должности командира батальона.
С 1998 по 2000 год Баталов И. А. проходил обучение на командном факультете Военной академии имени М. В. Фрунзе. После академии Баталов И. А. проходил службу в 27-й отдельной гвардейской мотострелковой бригаде в должности командира 2 мотострелкового батальона. Последнее место его службы — штаб Московского военного округа, где Баталов занимал должность заместителя начальника организационно-планового отдела управления боевой подготовки.
9 декабря 2004 года в 7 часов утра Герой Российской Федерации Игорь Адольфович Баталов скоропостижно скончался. 11 декабря 2004 года был похоронен на Троекуровском кладбище в Москве.

## Подвиг
С именем Игоря Баталова (тогда ещё капитана) связан один из самых значительных и героических эпизодов Первой чеченской войны. 18 февраля 1995 года командир разведывательной роты 166-й гвардейской отдельной мотострелковой бригады капитан Игорь Баталов получил приказ взять штурмом господствующие высоты в районе Новые Промыслы на южной окраине Грозного. Высоты эти считались неприступными: боевики придавали им особое значение и создали там хорошо укреплённую систему обороны, а на их защиту отрядили отборное подразделение.
Рота Баталова не имела опыта действий в горной местности (к тому же из-за погодных условий была очень плохая видимость). За два дня подразделение было обучено тактике действий в горах в условиях ограниченной видимости. После этого в ночь с 20 на 21 февраля штурмовая группа под командованием капитана Баталова сумела бесшумно обойти опорные пункты боевиков и сосредоточиться на высоте. Сначала боевики отступили, полагая, что атакованы большой группировкой, однако впоследствии они начали массированную атаку. В течение 40 минут артиллерийские орудия и миномёты обработали высоту, после чего боевики пошли на штурм. Капитан Баталов и его подразделение двое суток обороняли высоту, уничтожив более 230 боевиков при помощи артиллерии. Сам Баталов уничтожил семерых боевиков, а также под огнём снайперов организовал эвакуацию подорвавшейся на мине санитарной машины с ранеными, оказал помощь и вынес из-под обстрела раненого.
Разведывательная рота овладела высотой с минимальными потерями (двое раненых), фактически без помощи главных сил бригады. Успех разведчиков обеспечил выполнение бригадой задачи по уничтожению боевиков в районе Новые Промыслы на южной окраине Грозного. Остатки отрядов Дудаева, оборонявших Грозный, были окружены в районах Новые Промыслы, Алды и Черноречье.
За мужество и героизм, проявленные при ликвидации незаконных вооружённых формирований в Северо-Кавказском регионе, указом Президента Российской Федерации № 490 от 15 мая 1995 года капитану Игорю Адольфовичу Баталову было присвоено звание Героя Российской Федерации.

## Память
- 9 декабря 2009 года на здании школы № 25 имени И. А. Баталова г. Вологды была установлена мемориальная доска и открыт школьный музей, посвящённый подполковнику И. А. Баталову.
- В 2015 году в городе Тверь одной из улиц присвоено имя Игоря Баталова (Постановление от 09.09.2015 года г. Тверь № 1456 О присвоении одной из улиц города Твери имени Игоря Баталова)[2][3].
- В 2017 году в городе Вологда, Постановлением Администрации города Вологды от 27 апреля 2017 года № 448 увековечить память Баталова Игоря Адольфовича в форме наименования вновь образуемой улицы города Вологды.
- Имя И. А. Баталова носит подразделение 7 роты Санкт-Петербургского суворовского военного училища, на территории училища установлена мемориальная доска в память об Игоре Адольфовиче